# Коренчук Валентин Іванович
Валенти́н Іва́нович Коренчу́к («Бджоляр»; 31 серпня 1976 — 27 квітня 2024) — український військовий льотчик, полковник 40 БрТА "Привид Києва" Повітряних Сил Збройних Сил України, учасник російсько-української війни. Кавалер ордена «За мужність» III ступеня (2022).

## Життєпис
Народився 31 серпня 1976 року.
Служив командиром ескадрильї 40-ї бригади тактичної авіації.
24 лютого 2022 року здійснив перший виліт для оборони неба над Києвом. Згодом працював на південному та східному напрямках, також боронив центр України. Здійснив понад 80 бойових вильотів, знищив російський штурмовик та інші ворожі цілі.
Одним із перших розпочав публічну кампанію в медіа щодо надання Україні сучасних літаків F-16 та модернізації української бойової авіації в цілому.
Загинув 27 квітня 2024 року.
18 червня 2024 року в Михайлівському Золотоверхому соборі та Майдані Незалежності відбулося прощання з Валентином Коренчуком. Похований на Алеї героїв на Лук'янівському військовому кладовищі.
Залишилися троє дітей.

## Нагороди
- орден «За мужність» III ступеня (2 травня 2022) — за особисту мужність і самовіддані дії, виявлені у захисті державного суверенітету та територіальної цілісності України, вірність військовій присязі[3].

## Військові звання
- полковник (посмертно)
- підполковник.